# Diocesi di Burlington
La diocesi di Burlington (in latino Dioecesis Burlingtonensis) è una sede della Chiesa cattolica negli Stati Uniti d'America suffraganea dell'arcidiocesi di Boston. Nel 2023 contava 111.452 battezzati su 629.625 abitanti. È retta dal vescovo John Joseph McDermott.

## Territorio
La diocesi comprende l'intero stato del Vermont, negli Stati Uniti d'America.
Sede vescovile è la città di Burlington, dove si trova la cattedrale di San Giuseppe (Saint Joseph's).
Il territorio si estende su 23.651 km² ed è suddiviso in 66 parrocchie.

## Storia
La storia del cattolicesimo nel Vermont iniziò con l'arrivo nel luglio del 1609 dell'esploratore francese Samuel de Champlain. Questi aveva invitato la Compagnia di Gesù ad evangelizzare le nuove terre; il primo missionario fu il gesuita Isacco Jogues, che, dopo aver visitato diversi villaggi del Vermont, trovò la morte a Ossernenon, nell'odierno stato di New York. Altri gesuiti percorsero quelle terre, impegnandosi nell'evangelizzazione dei nativi americani, in particolare della tribù degli Abenachi; tra questi si ricordano: Simon Le Moyne, Pierre Raffeix, Jacques Bruyas, Jacques Frémin e Jean Pierron. Furono essi a costruire il santuario di Sant'Anna sull'isola La Motte, nel nord-ovest del Vermont.
Con l'erezione del vicariato apostolico della Nuova Francia (oggi arcidiocesi di Québec), i territori del Vermont furono sottomessi alla sua giurisdizione. François de Montmorency-Laval fu il primo vicario apostolico a visitare il santuario di Sant'Anna nel 1674. I Gesuiti costruirono la loro prima chiesa a Swanton, nella Contea di Franklin.
Quando John Carroll divenne il primo vescovo nativo degli Stati Uniti d'America, nel Vermont prosperava una fiorente comunità cattolica di canadesi francesi. A partire dal 1808 essa fu sottoposta alla giurisdizione della nascente diocesi di Boston. Il 9 settembre 1832 fu edificata la prima chiesa cattolica a Burlington, dedicata a Santa Maria, distrutta da un incendio nel 1838, cui seguì quella di San Pietro. Nella prima metà dell'Ottocento numerose comunità cattoliche fiorirono in tutto lo Stato.
La diocesi è stata eretta il 29 luglio 1853 con il breve Apostolicae servitutis di papa Pio IX, ricavandone il territorio dalla diocesi di Boston (oggi arcidiocesi).
Originariamente suffraganea dell'arcidiocesi di New York, nel 1875 è entrata a far parte della provincia ecclesiastica di Boston.
Nel 1999 la chiesa di San Giuseppe fu elevata a concattedrale. Il 10 marzo 2018 la chiesa dell'Immacolata Concezione ha perso la dignità di cattedrale a vantaggio della chiesa di San Giuseppe. Nell'ottobre dello stesso anno il vescovo Christopher James Coyne ha annunciato che l'ex cattedrale sarà sconsacrata e venduta.

### Casi di abusi su minori
La diocesi è stata coinvolta negli scandali per abusi su minori commessi da un sacerdote della diocesi negli anni 1970.
Nel maggio del 2008 è stata condannata a pagare 8,7 milioni di dollari ad un ex-chierichetto della chiesa di Cristo Re di Burlington, molestato da Edward Paquette, mentre nel luglio di quello stesso anno raggiunse un accordo extra-giudiziario con un'altra vittima di Paquette, per un ammontare non reso pubblico. Edward Paquette era stato cacciato dalla diocesi di Fall River nel 1963 per il suo "comportamento scorretto" con alcuni ragazzini, ma era stato poi accolto dalle diocesi di Springfield, di Fort Wayne-South Bend e infine di Burlington, fino a quando non fu sospeso a divinis nel 1978.
Nel maggio del 2010 la diocesi ha raggiunto un accordo extra-giudiziario con 26 vittime di Paquette, con una compensazione pari a 17,6 milioni di dollari; per ripagare i mutui accesi per fare fronte al risarcimento, la diocesi ha messo in vendita la sede della Curia.

## Cronotassi dei vescovi
Si omettono i periodi di sede vacante non superiori ai 2 anni o non storicamente accertati.
- Louis Joseph Mary Theodore De Goesbriand † (29 luglio 1853 - 3 novembre 1899 deceduto)
- John Stephen Michaud † (3 novembre 1899 succeduto - 22 dicembre 1908 deceduto)
- Joseph John Rice † (8 gennaio 1910 - 31 marzo 1938 deceduto)
- Matthew Francis Brady † (30 luglio 1938 - 11 novembre 1944 nominato vescovo di Manchester)
- Edward Francis Ryan † (11 novembre 1944 - 3 novembre 1956 deceduto)
- Robert Francis Joyce † (29 dicembre 1956 - 14 dicembre 1971 ritirato)
- John Aloysius Marshall † (14 dicembre 1971 - 27 dicembre 1991 nominato vescovo di Springfield)
- Kenneth Anthony Angell † (6 ottobre 1992 - 9 novembre 2005 ritirato)
- Salvatore Ronald Matano (9 novembre 2005 succeduto - 6 novembre 2013 nominato vescovo di Rochester)
- Christopher James Coyne (22 dicembre 2014 - 26 giugno 2023 nominato arcivescovo coadiutore di Hartford)
- John Joseph McDermott, dal 6 maggio 2024[11]

## Statistiche
La diocesi nel 2023 su una popolazione di 629.625 persone contava 111.452 battezzati, corrispondenti al 17,7% del totale.
| anno | popolazione | popolazione | popolazione | presbiteri | presbiteri | presbiteri | presbiteri                | diaconi | religiosi | religiosi | parrocchie |
| anno | battezzati  | totale      | %           | numero     | secolari   | regolari   | battezzati per presbitero | diaconi | uomini    | donne     | parrocchie |
| ---- | ----------- | ----------- | ----------- | ---------- | ---------- | ---------- | ------------------------- | ------- | --------- | --------- | ---------- |
| 1950 | 101.502     | 362.000     | 28,0        | 198        | 141        | 57         | 512                       |         | 61        | 665       | 85         |
| 1959 | 122.086     | 377.747     | 32,3        | 231        | 167        | 64         | 528                       |         | 55        | 618       | 93         |
| 1966 | 134.440     | 392.881     | 34,2        | 280        | 187        | 93         | 480                       |         | 95        | 602       | 102        |
| 1970 | 141.193     | 438.150     | 32,2        | 249        | 177        | 72         | 567                       |         | 94        | 575       | 144        |
| 1976 | 149.797     | 471.000     | 31,8        | 264        | 157        | 107        | 567                       | 1       | 131       | 384       | 100        |
| 1980 | 156.596     | 493.300     | 31,7        | 216        | 147        | 69         | 724                       |         | 98        | 369       | 98         |
| 1990 | 145.785     | 557.000     | 26,2        | 200        | 139        | 61         | 728                       | 38      | 88        | 297       | 97         |
| 1999 | 147.840     | 589.000     | 25,1        | 188        | 137        | 51         | 786                       | 38      | 2         | 239       | 94         |
| 2000 | 148.246     | 590.883     | 25,1        | 163        | 142        | 21         | 909                       | 42      | 47        | 267       | 93         |
| 2001 | 148.712     | 603.450     | 24,6        | 195        | 144        | 51         | 762                       | 45      | 77        | 263       | 88         |
| 2002 | 148.813     | 608.827     | 24,4        | 183        | 137        | 46         | 813                       | 45      | 72        | 195       | 86         |
| 2003 | 149.048     | 608.827     | 24,5        | 168        | 122        | 46         | 887                       | 38      | 71        | 190       | 86         |
| 2004 | 149.154     | 608.827     | 24,5        | 164        | 118        | 46         | 909                       | 41      | 71        | 149       | 86         |
| 2006 | 130.000     | 625.000     | 20,8        | 144        | 101        | 43         | 902                       | 44      | 58        | 158       | 84         |
| 2012 | 122.800     | 646.000     | 19,0        | 135        | 100        | 35         | 909                       | 44      | 61        | 95        | 74         |
| 2015 | 125.500     | 661.000     | 19,0        | 123        | 82         | 41         | 1.020                     | 40      | 61        | 90        | 73         |
| 2018 | 116.000     | 627.800     | 18,5        | 117        | 79         | 38         | 991                       | 37      | 55        | 76        | 72         |
| 2020 | 112.000     | 626.960     | 17,9        | 115        | 80         | 35         | 973                       | 39      | 51        | 90        | 69         |
| 2022 | 111.330     | 628.880     | 17,7        | 110        | 78         | 32         | 1.012                     | 42      | 51        | 50        | 68         |
| 2023 | 111.452     | 629.625     | 17,7        | 99         | 69         | 30         | 1.125                     | 42      | 48        | 50        | 66         |

## Galleria d'immagini

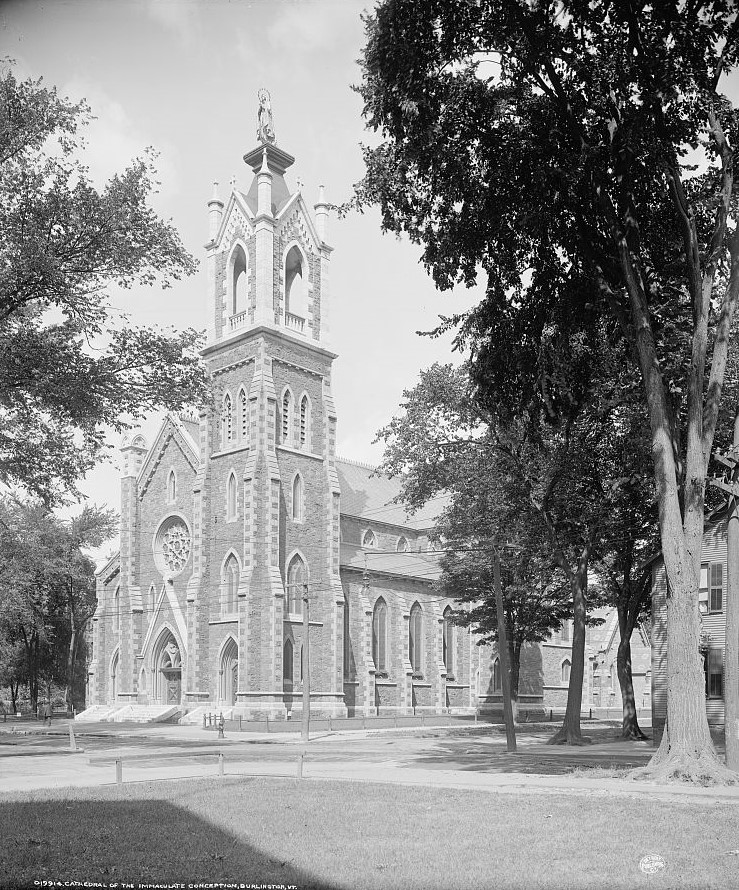
La chiesa dell'Immacolata Concezione, che fu cattedrale della diocesi dal 1867 al 1972
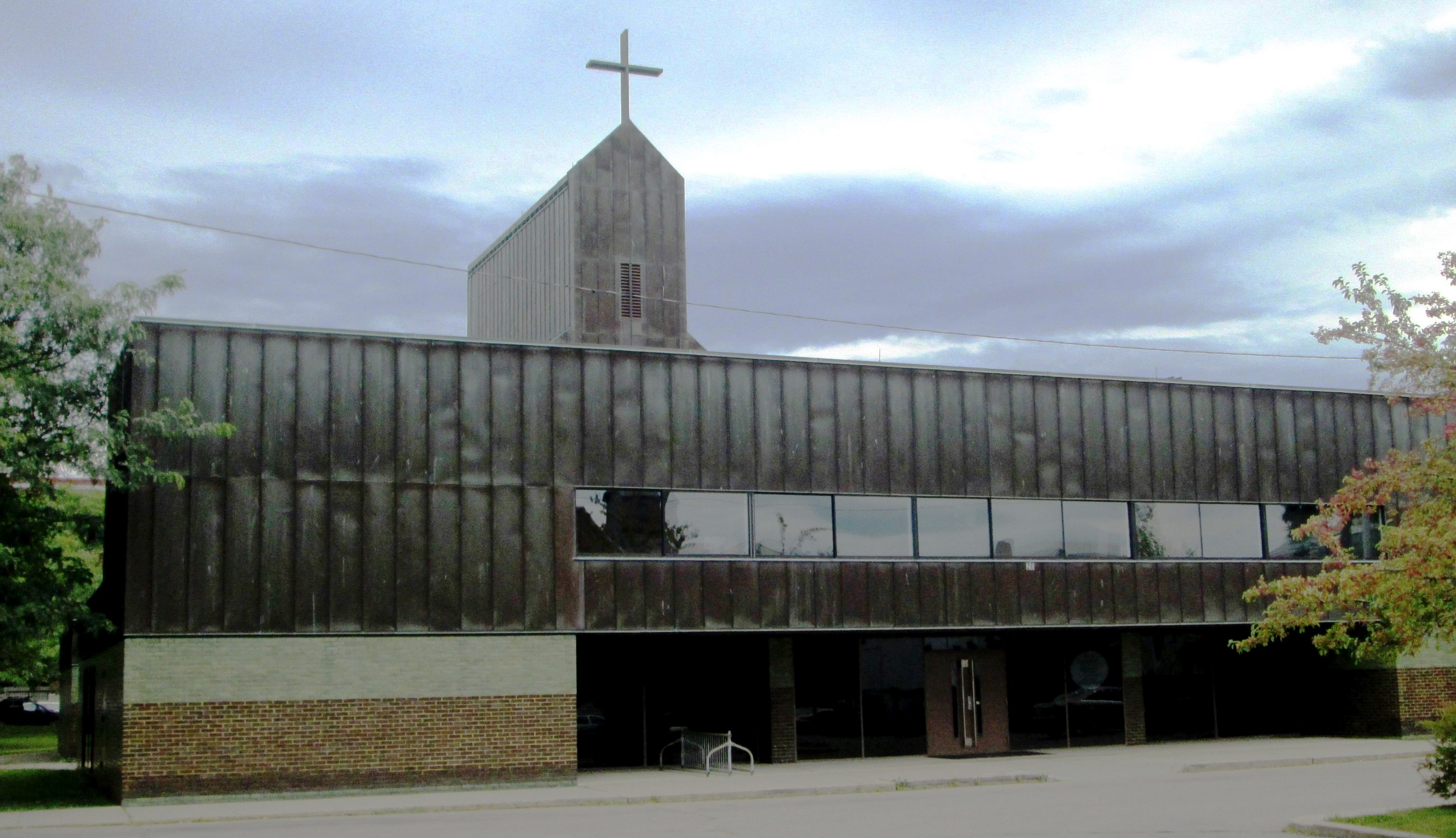
La nuova chiesa dell'Immacolata Concezione, cattedrale dal 1977 al 2018